# Георгиевский монастырь (Улуфстрём)
Георгиевский монастырь (серб. Манастир светог великомученика Георгија у Олофстрему, швед. Heliga Stormartyren Georgios kloster i Olofström) — первая на территории Швеции сербская православная мужская монашеская община в городе Улуфстрёме.

## История
Монастырь был основан 3 мая 2009 года епископом Досифеем (Мотикой) в городке Улуфстрёме на юге Швеции и стал первым сербским мужским монастырём в юрисдикции Британско-Скандинавской епархии Сербского патриархата.
Для монастыря было приобретено здание с прилегающими жилыми постройками, а настоятелем новооткрытого монастыря назначен иеромонах Нектарий (Самарджич) (c 10 сентября 2011 года — протосинкелл).